# Caluma (cantão)
Caluma é um cantão do Equador localizado na província de Bolívar.
A capital do cantão é a cidade de Caluma.